# The Holy Modal Rounders
The Holy Modal Rounders je americká folková skupina, založená na Lower East Side v roce 1964. Ve skupině hrál například i herec Sam Shepard. Jejich hudba zazněla například ve filmu Bezstarostná jízda.

## Diskografie
- The Holy Modal Rounders (1964)
- The Holy Modal Rounders 2 (1965)
- Indian War Whoop (1967)
- The Moray Eels Eat The Holy Modal Rounders (1968)
- Good Taste is Timeless (1971)
- Alleged in their Own Time (1975)
- Last Round (1978)
- Going Nowhere Fast (1980)
- Too Much Fun (1999)
- Bird Song (2004)
- Steve Weber and the Holy Modal Rounders, B.C. (2006)